# Speedball
Speedball (ou powerball) é uma mistura de polissubstâncias composta por estimulantes (geralmente cocaína) e opioides (heroína, morfina e/ou fentanil) ou, às vezes, benzodiazepinas, administrada por via intravenosa ou por insuflação. Esta é uma mistura perigosa, geralmente mais do que a soma das partes devido à sinergia das drogas. O speedball original usava cloridrato de cocaína misturado com sulfato de morfina, em oposição à heroína. A combinação dessas drogas produz efeitos mais fortes do que quando administradas separadamente devido à sinergia entre substâncias, por isso é considerada uma mistura perigosa com grande risco de provocar ataque cardíaco, parada respiratória e morte.
Algumas vezes, speedballs também pode usar opioides farmacêuticos, benzodiazepínicos e/ou barbitúricos junto com estimulantes. No entanto, como os opioides e os benzodiazepínicos têm diferentes efeitos objetivos e subjetivos, as misturas estimulante-não-opioides são conhecidas pelo termo de gíria "set up" ou "rush".

## Efeitos e toxicidade
A cocaína atua como estimulante, enquanto a heroína/morfina atua como depressora do sistema nervoso central (SNC). A administração conjunta provoca euforia intensa gerada pela sinergia dos compostos, ao mesmo tempo que se espera reduzir os efeitos negativos, como ansiedade, hipertensão e palpitações associadas a estimulantes e sedação/sonolência do depressor. Embora isso seja possível, há uma sobreposição nos efeitos de estimulantes e depressores, de modo que a combinação utilizada provoca efeitos subjetivos imprevisíveis.
A combinação da speedball suprime os efeitos colaterais negativos típicos das duas drogas, de modo que a pessoa pode acreditar falsamente que tem uma tolerância maior ou que está menos intoxicado do que realmente está. Essa sinergia entre as drogas também diminui a noção de autoavaliação sobre o efeito real de ambas as drogas, elevando o risco de redosagem compulsiva e overdose. Os efeitos estimulantes da cocaína também fazem com que o corpo use mais oxigênio, enquanto os efeitos depressores da heroína diminuem a taxa de respiração. A combinação aumenta significativamente a chance de hipoventilação e insuficiência respiratória, que pode resultar em morte.